# Haplophragmellinae
Haplophragmellinae es una subfamilia de foraminíferos bentónicos de la familia Endothyridae, de la superfamilia Endothyroidea, del suborden Fusulinina y del orden Fusulinida. Su rango cronoestratigráfico abarca desde el Tournasiense (Carbonífero inferior) hasta el Moscoviense (Carbonífero superior).

## Discusión
Clasificaciones más recientes incluyen Haplophragmellinae en el suborden Endothyrina, del orden Endothyrida, de la subclase Fusulinana de la clase Fusulinata.

## Clasificación
Haplophragmellinae incluye a los siguientes géneros:
- Corrigotubella †
- Cribrospira †
- Haplophragmella †
- Haplophragmina †
- Mikhailovella †
- Rhodesinella †

Otros géneros considerados en Haplophragmellinae son:
- Haplophragminoides †, considerado subgénero de Haplophragmina, Haplophragmina (Haplophragminoides), y aceptado como Insolentitheca
- Rhodesina †, sustituido por Rhodesinella